# Kajakmaraton
Kajakmaraton, eller kanotmaraton, är ett samlingsnamn för långlopp i kanot. Ursprunget är från A till B lopp på kanaler och i åar något som ofta krävde att man bar sin kanot förbi hinder som tex slussar. Första VM:et kördes i Nottingham 1988. Idag körs VM på varvbana oftast med konstruerade lyft över en sträcka på 35-38 km för herrar kajak och 28 km för damer kajak och herrar kanadensare.

## Kajakmaraton i Sverige
- Dalslands Kanot Maraton+ 55km från Baldersnäs till Bengtsfors i Dalsland
- Stockholms Kanotmaraton 2x15km

andra tidigare stora lopp var stora Bruksådran och Götakanalloppet.

## Svenska medaljer
- Susanne Gunnarsson - 5 VM-guld K1 1992,94,96,98 k2 98
- Åsa Eklund - VM-guld K2 98
- Sussanne Rosenkvist/Maria Haglind - VM-guld 96
- Stefan Gustavsson - 3 VM-silver K1 88,90,92
- Magnus Sköldbäck - K2 EM-guld 97, VM-silver K2 96, VM-brons K2 92
- Tim Krantz - K2 EM-guld 97, VM-silver K2 96
- Tom Krantz - VM-silver K1 94, 1:a World Cup 93,94, 2:a World Cup 98
- Tommy Karls - VM-brons K2 1992
- Magnus Siverbrant - EM-brons 2001
- Melina Andersson - VM-guld K1 Short race, K1 U23, VM-silver K1, VM-brons K2, EM-guld K2 2022, 2:a World Cup 2021
- Johanna Johansson - VM-brons K2, EM-guld 2022

Hela listan hittas i Kategori:Svenska kanotister

## Sportens stora namn
- Ivan Lawler,  Storbritannien
- Manuel Busto Fernandes,  Spanien
- Susanne Gunnarsson,  Sverige
- Anna Hemmings,  Storbritannien
- Edvin Csabai,  Ungern
- Arne Nielsson,  Danmark

## Intressanta fakta
1996 arrangerades VM i Vaxholm utanför Stockholm.
Tävlingarna körs i K1 och K2, C1 och C2.
Idag domineras grenen av Sydafrika, Spanien och Ungern.